# 赵维 (嘉靖进士)
趙維（1499年—？年），字张父，號南涯，湖广武昌府長史司官籍。明朝政治人物。

## 生平
治《詩經》，嘉靖七年（1528年）戊子湖广鄉試第四十名舉人，年三十四歲中式嘉靖十一年（1532年）壬辰科會試第238名，第二甲第19名進士。先在戶部觀政，授蒲州知州，歷陞寧波府同知，廣東按察司僉事，官至四川布政使司參議。

## 家族
曾祖趙知福。祖趙富。父趙弼，仪宾。母原陵县主朱氏。弟纹、繕、績、經（生员）、绅、緋。子祚、禋、裔。